# Alexander Bannink
Alexander Bannink (Oldenzaal, 20 febbraio 1990) è un calciatore olandese, centrocampista del Bersenbrück.

## Caratteristiche tecniche
È un trequartista.

## Carriera
Cresciuto nelle giovanili del Twente, ha esordito il 28 ottobre 2009 in occasione di un match di KNVB beker vinto 3-0 contro il Capelle.

## Palmarès

### Club

#### Competizioni nazionali
- Supercoppa dei Paesi Bassi: 1

Twente: 2010